# Dorfkirche Gratzungen

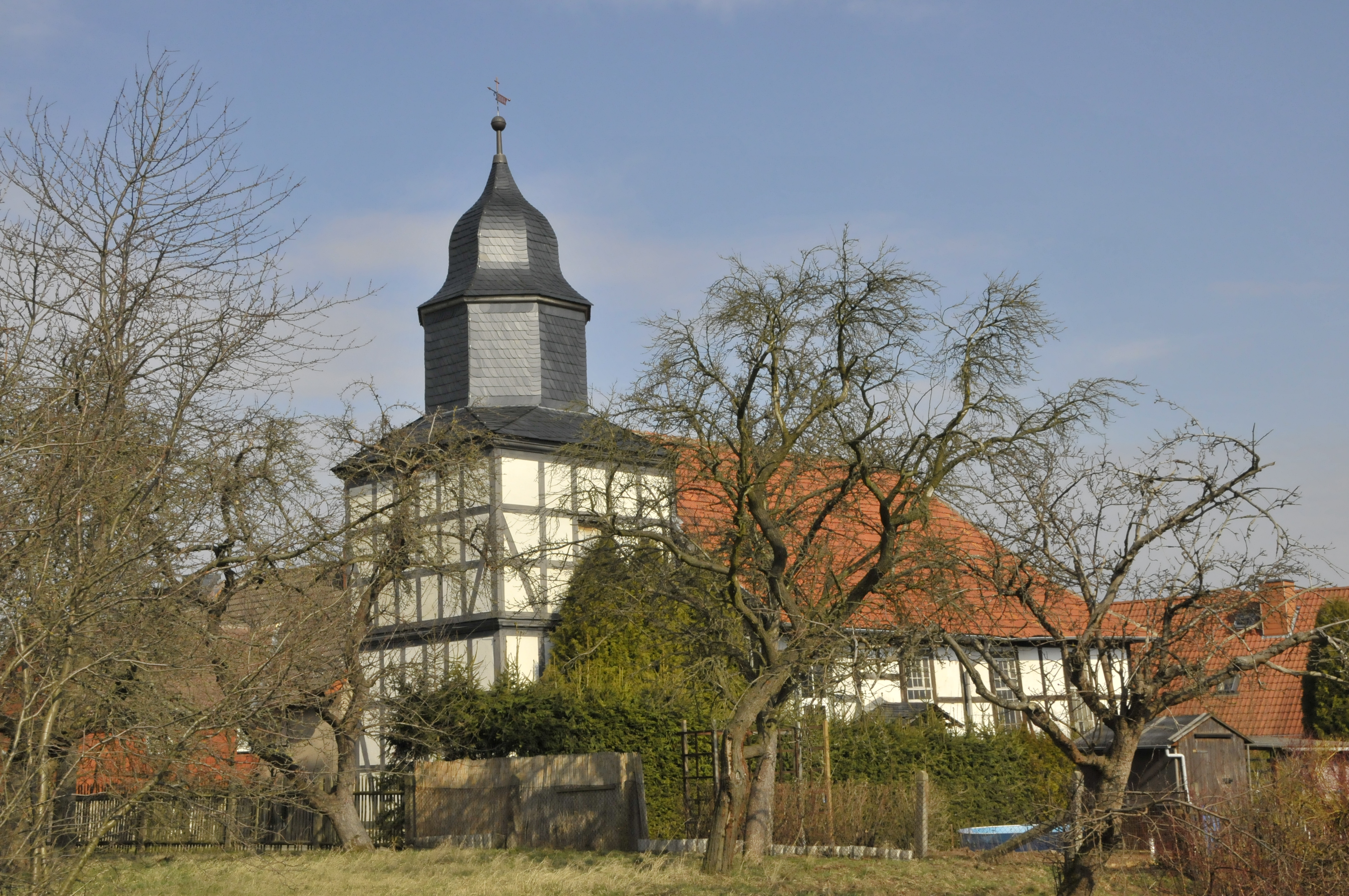
Dorfkirche Gratzungen

Die evangelisch-lutherische Dorfkirche Gratzungen steht in Gratzungen, einem Ortsteil der Stadt Bleicherode im Landkreis Nordhausen in Thüringen. Die Dorfkirche Gratzungen gehört zur Kirchengemeinde Friedrichsthal der Pfarrei Trebra im Kirchenkreis Südharz der Evangelischen Kirche in Mitteldeutschland.

## Beschreibung
Die Fachwerkkirche über vier Achsen wurde 1755 anstelle einer älteren Vorgängerkirche vom Baumeister Johann Heinrich Bartholomäus Walther erbaut. Im Westen der Saalkirche steht ein zweigeschossiger, schiefergedeckter, eingezogener Kirchturm mit barocker Haube. Das Kirchenschiff hat an drei Seiten eingeschossige Emporen. Über den Balken in der Mitte ist ein hölzernes Tonnengewölbe, über den Emporen ist eine Flachdecke. Der barocke Kanzelaltar ist im 19. Jahrhundert neu bemalt worden. Über dem Taufbecken schwebt ein barocker Taufengel.

## Orgel
Die Orgel mit 16 Registern, verteilt auf zwei Manuale und Pedal, wurde 1864 von Gottlieb Knauf gebaut. Das Mittelteil des Prospekts wurde von dem barocken Vorgängerinstrument übernommen und seitlich im Stil des Klassizismus erweitert. 2014 erfolgte eine Restaurierung durch Orgelbau Schönefeld. Die Disposition lautet wie folgt:
| I Manual C–d3 |       |
| Principal     | 8′    |
| Gedact        | 8′    |
| Hohlflöte     | 8′    |
| Gambe         | 8′    |
| Octave        | 4′    |
| Flöte dolce   | 4′    |
| Octave        | 2′    |
| Mixtur III    | 1 ⁄3′ |

| II Manual C–d3  |    |
| Geigenprincipal | 8′ |
| Lieblich Gedact | 8′ |
| Salcett         | 8′ |
| Flöte           | 4′ |

| Pedal C–d1  |     |         |
| Subbaß      | 16′ |         |
| Violonbaß   | 16′ |         |
| Oktavbaß    | 8′  |         |
| Posaunenbaß | 16′ | vakanat |

- Koppeln: II/I, I/P
- Windablaß, Calcanten Zug